# Associazione Calcio Fiorentina 1961-1962
Questa voce raccoglie le informazioni riguardanti l'Associazione Calcio Fiorentina nelle competizioni ufficiali della stagione 1961-1962.

## Stagione
Nella stagione 1961-1962 la formazione viola si è piazzata in terza posizione nel campionato ottenendo 46 punti, è rimasta ai vertici della classifica per parte del campionato, ma ha ceduto posizioni nel finale come era accaduto anche nelle stagioni precedenti. Accanto a Kurt Hamrin in attacco fu acquistato dal Padova il giovane bomber Aurelio Milani, che diventò capocannoniere del serie A con 22 reti. Lo scudetto è stato vinto dal Milan con 53 punti, secondo l'Inter con 48 punti.
Il ruolo di capitano della squadra viola per questa stagione e anche per le due seguenti è stato affidato al portiere Giuliano Sarti che ha preso il posto di Miguel Montuori, la cui carriera era stata interrotta nella primavera del 1961 da un incidente durante una partita amichevole a Perugia: una pallonata gli aveva causato il distacco della retina con conseguenti disturbi visivi e impossibilità a giocare a livello agonistico.
Allenata dall'ungherese Nándor Hidegkuti anche in questa stagione, la Fiorentina arrivò al preludio della Coppa delle Coppe, uscendo sconfitta per (3-0) nella ripetizione della finale giocata a settembre a Stoccarda contro l'Atlético Madrid, dopo aver pareggiato il primo incontro per (1-1).
In Coppa Italia dopo aver eliminato l'Atalanta nel secondo turno, uscì agli ottavi battuta dal Mantova (4-1). Partecipò anche alla Coppa Mitropa, arrivando seconda del girone; Kurt Hamrin con 8 gol, divenne capocannoniere della Coppa.

## Divise
| Casa | Trasferta |

## Rosa
| N. |                    | Ruolo | Calciatore                |
| -- | ------------------ | ----- | ------------------------- |
|    | Italia (bandiera)  | P     | Enrico Albertosi          |
|    | Italia (bandiera)  | P     | Giuliano Sarti (capitano) |
|    | Italia (bandiera)  | D     | Giampaolo Bagagli         |
|    | Italia (bandiera)  | D     | Sergio Castelletti        |
|    | Italia (bandiera)  | D     | Piero Gonfiantini         |
|    | Italia (bandiera)  | D     | Saul Malatrasi            |
|    | Italia (bandiera)  | D     | Enzo Robotti              |
|    | Italia (bandiera)  | D     | Vittorio Risso            |
|    | Italia (bandiera)  | C     | Claudio Azzali            |
|    | Turchia (bandiera) | C     | Can Bartu                 |
|    | Italia (bandiera)  | C     | Lucio Dell'Angelo         |
|    | Italia (bandiera)  | C     | Amilcare Ferretti         |

| N. |                   | Ruolo | Calciatore         |
| -- | ----------------- | ----- | ------------------ |
|    | Svezia (bandiera) | C     | Torbjörn Jonsson   |
|    | Italia (bandiera) | C     | Rino Marchesi      |
|    | Italia (bandiera) | C     | Luigi Milan        |
|    | Italia (bandiera) | C     | Alberto Orzan      |
|    | Italia (bandiera) | C     | Claudio Rimbaldo   |
|    | Italia (bandiera) | A     | Francesco Canella  |
|    | Svezia (bandiera) | A     | Kurt Hamrin        |
|    | Italia (bandiera) | A     | Aurelio Milani     |
|    | Italia (bandiera) | A     | Sergio Orlandi     |
|    | Italia (bandiera) | A     | Gianfranco Petris  |
|    | Italia (bandiera) | A     | Orlando Rozzoni    |
|    | Italia (bandiera) | A     | Fernando Veneranda |

## Risultati

### Serie A

#### Girone di andata
| Arbitro: | Campanati (Milano) |

|  |           |                 |
|  | Marcatori | 62’ Dell'Angelo |

| Firenze 3 settembre 1961 2ª giornata | Fiorentina       | 0 – 0 | Sampdoria | Stadio Comunale\| Arbitro: \| Bonetto (Torino) \| |
| Arbitro:                             | Bonetto (Torino) |       |           |                                                   |

| Arbitro: | Grignani (Milano) |

|  |           |                            |
|  | Marcatori | 13’, 35’ Hamrin 70’ Petris |

| Arbitro: | Genel (Trieste) |

|  |           |            |
|  | Marcatori | 51’ Fusato |

| Arbitro: | Gambarotta (Genova) |

|                                               |           |                   |
| Corso 12’ Suárez 31’ (rig.) Hitchens 39’, 76’ | Marcatori | 88’ (aut.) Picchi |

| Arbitro: | De Robbio (Torre Annunziata) |

|                                             |           |                        |
| Milani 17’, 19’ Hamrin 38’, 78’ Jonsson 46’ | Marcatori | 8’ Sassi 50’ Pentrelli |

| Arbitro: | De Marchi (Pordenone) |

|                                            |           |            |
| Castellazzi 3’ Szymaniak 12’ Calvanese 78’ | Marcatori | 84’ Hamrin |

| Arbitro: | Genel (Trieste) |

|  |           |            |
|  | Marcatori | 27’ Hamrin |

| Arbitro: | Rebuffo (Milano) |

|                                                       |           |            |
| Milani 13’ Dell'Angelo 37’ Hamrin 66’, 69’ Petris 76’ | Marcatori | 10’ Massei |

| Mantova 22 ottobre 1961 10ª giornata | Mantova             | 0 – 0 | Fiorentina | Stadio Danilo Martelli\| Arbitro: \| Francescon (Padova) \| |
| Arbitro:                             | Francescon (Padova) |       |            |                                                             |

| Arbitro: | Rigato (Mestre) |

|                                                 |           |                         |
| Hamrin 6’, 56’ (rig.) Milani 9’, 16’ Petris 77’ | Marcatori | 39’ (rig.), 65’ Greaves |

| Arbitro: | Francescon (Padova) |

|            |           |                |
| Milani 61’ | Marcatori | 34’ Manfredini |

| Torino 19 novembre 1961 13ª giornata | Juventus        | 0 – 0 | Fiorentina | Stadio Comunale\| Arbitro: \| Genel (Trieste) \| |
| Arbitro:                             | Genel (Trieste) |       |            |                                                  |

| Arbitro: | Roversi (Bologna) |

|         |           |                              |
| Bon 87’ | Marcatori | 66’ (aut.) Azzini 78’ Milani |

| Arbitro: | Rigato (Mestre) |

|                       |           |  |
| Robotti 7’ Hamrin 81’ | Marcatori |  |

| Arbitro: | Sbardella (Roma) |

|                                |           |  |
| Milani 39’ Marchesi 46’ (rig.) | Marcatori |  |

| Bergamo 17 dicembre 1961 17ª giornata | Atalanta        | 0 – 0 | Fiorentina | Stadio Mario Brumana\| Arbitro: \| Rigato (Mestre) \| |
| Arbitro:                              | Rigato (Mestre) |       |            |                                                       |

#### Girone di ritorno
| Arbitro: | Jonni (Macerata) |

|                       |           |  |
| Milani 51’ Hamrin 63’ | Marcatori |  |

| Arbitro: | De Marchi (Pordenone) |

|                 |           |                                  |
| Veselinovic 32’ | Marcatori | 53’ Milani 57’ Petris 90’ Hamrin |

| Arbitro: | Jonni (Macerata) |

|           |           |  |
| Bartu 48’ | Marcatori |  |

| Arbitro: | Bonetto (Torino) |

|            |           |            |
| Fusato 69’ | Marcatori | 49’ Milani |

| Arbitro: | Adami (Roma) |

|                                |           |                   |
| Milani 20’, 56’, 43’ Bartu 45’ | Marcatori | 81’ (rig.) Suárez |

| Arbitro: | Jonni (Macerata) |

|                    |           |                                    |
| Selmosson 53’, 80’ | Marcatori | 15’ Milani 28’ Marchesi 72’ Hamrin |

| Firenze 4 febbraio 1962 24ª giornata | Fiorentina        | 0 – 0 | Catania | Stadio Comunale\| Arbitro: \| Roversi (Bologna) \| |
| Arbitro:                             | Roversi (Bologna) |       |         |                                                    |

| Arbitro: | De Marchi (Pordenone) |

|                            |           |  |
| Milani 3’ Prato 42’ (aut.) | Marcatori |  |

| Arbitro: | Adami (Roma) |

|               |           |                     |
| Cervato I 49’ | Marcatori | 63’ (rig.) Marchesi |

| Arbitro: | Genel (Trieste) |

|            |           |  |
| Hamrin 47’ | Marcatori |  |

| Arbitro: | Bonetto (Torino) |

|                                              |           |                 |
| Rivera 1’ Barison 16’, 77’ Altafini 31’, 40’ | Marcatori | 29’, 80’ Milani |

| Arbitro: | Jonni (Macerata) |

|              |           |  |
| De Sisti 14’ | Marcatori |  |

| Arbitro: | Adami (Roma) |

|                 |           |  |
| Dell'Angelo 79’ | Marcatori |  |

| Arbitro: | Bonetto (Torino) |

|                           |           |                |
| Milan 15’ Milani 51’, 89’ | Marcatori | 6’ Del Vecchio |

| Arbitro: | De Marchi (Pordenone) |

|  |           |                              |
|  | Marcatori | 72’ Petris 84’ (rig.) Milani |

| Arbitro: | Adami (Roma) |

|                                 |           |                                 |
| Di Giacomo 24’, 52’ Abbadie 49’ | Marcatori | 25’ (rig.) Milani 66’ Malatrasi |

| Arbitro: | Cataldo (Reggio Calabria) |

|  |           |          |
|  | Marcatori | 26’ Nova |

### Coppa Italia
| Arbitro: | Angonese (Mestre) |

|                            |           |  |
| Milani 76’ Dell'Angelo 86’ | Marcatori |  |

| Arbitro: | Francescon (Padova) |

|                                    |           |            |
| Recagni 43’, 52’, 85’ Giagnoni 75’ | Marcatori | 87’ Hamrin |

### Coppa delle Coppe
| Firenze 25 ottobre 1961 Ottavi                                                | Fiorentina | 3 – 1     | Rapid Vienna | Stadio Comunale |
| \| \| \| \| \| Milani 12’ Hamrin 49’ Jonsson 68’ \| Marcatori \| 81’ Seitl \| |            |           |              |                 |
|                                                                               |            |           |              |                 |
| Milani 12’ Hamrin 49’ Jonsson 68’                                             | Marcatori  | 81’ Seitl |              |                 |

| Vienna 22 novembre 1961 Ottavi                                                                                | Rapid Vienna | 2 – 6                                                       | Fiorentina | Gerard Hanappi Stadion |
| \| \| \| \| \| Schmid 85’, 89’ \| Marcatori \| 28’, 59’, 70’ Milani 40’ Dell'Angelo 50’ Jonsson 65’ Hamrin \| |              |                                                             |            |                        |
| |              |                                                             |            |                        |
| Schmid 85’, 89’                                                                                               | Marcatori    | 28’, 59’, 70’ Milani 40’ Dell'Angelo 50’ Jonsson 65’ Hamrin |            |                        |

| Žilina 21 febbraio 1962 Quarti                                                              | Dynamo Žilina | 3 – 2                      | Fiorentina | Štadión pod Dubňom |
| \| \| \| \| \| Jakubčík 11’, 63’ Majerník 42’ \| Marcatori \| 47’ Milani 85’ Dell'Angelo \| |               |                            |            |                    |
|                                                                                             |               |                            |            |                    |
| Jakubčík 11’, 63’ Majerník 42’                                                              | Marcatori     | 47’ Milani 85’ Dell'Angelo |            |                    |

| Firenze 27 febbraio 1962 Quarti                           | Fiorentina | 2 – 0 | Dynamo Žilina | Stadio Comunale |
| \| \| \| \| \| Ferretti 38’ Hamrin 40’ \| Marcatori \| \| |            |       |               |                 |
|                                                           |            |       |               |                 |
| Ferretti 38’ Hamrin 40’                                   | Marcatori  |       |               |                 |

| Firenze 21 marzo 1962 Semifinale                 | Fiorentina | 2 – 0 | Újpesti Dózsa | Stadio Comunale |
| \| \| \| \| \| Hamrin 6’, 47’ \| Marcatori \| \| |            |       |               |                 |
|                                                  |            |       |               |                 |
| Hamrin 6’, 47’                                   | Marcatori  |       |               |                 |

| Budapest 11 aprile 1962 Semifinale          | Újpesti Dózsa | 0 – 1     | Fiorentina | Stadio Ferenc Szusza |
| \| \| \| \| \| \| Marcatori \| 56’ Bartu \| |               |           |            |                      |
|                                             |               |           |            |                      |
|                                             | Marcatori     | 56’ Bartu |            |                      |

| Arbitro: | Wharton |

|           |           |            |
| Peiró 11’ | Marcatori | 27’ Hamrin |

| Arbitro: | Tschenscher |

|                                 |           |  |
| Jones 8’ Mendonça 27’ Peiró 59’ | Marcatori |  |

### Coppa Mitropa

#### Fase a gironi
| Firenze 15 maggio 1962 | Fiorentina | 0 – 0 referto | Vasas | Stadio Comunale\| Arbitro: \| Kusak \| |
| Arbitro:               | Kusak      |               |       |                                        |

| Arbitro: | Spotak |

|                     |           |                   |
| Machos 8’, 25’, 63’ | Marcatori | 59’ (rig.) Hamrin |

| Arbitro: | Catona |

|  |           |            |
|  | Marcatori | 68’ Pavlić |

| Arbitro: | Arany |

|                               |           |                     |
| Bagagli 48’ (aut.) Pavlić 65’ | Marcatori | 8’ Hamrin 20’ Bartu |

| Arbitro: | Trajan |

|                                         |           |                                      |
| Švec 3’ (rig.) Šturdik 72’ Bednarik 87’ | Marcatori | 48’ Dell'Angelo 55’, 74’, 85’ Hamrin |

| Arbitro: | Bajic |

|                                                            |           |            |
| Hamrin 13’, 24’, 85’ Dell'Angelo 42’ Bartu 43’ Robotti 43’ | Marcatori | 7’ Horvath |

## Statistiche

### Statistiche di squadra
| Competizione      | Punti | In casa | In casa | In casa | In casa | In casa | In casa | In trasferta | In trasferta | In trasferta | In trasferta | In trasferta | In trasferta | Totale | Totale | Totale | Totale | Totale | Totale | DR  |
| Competizione      | Punti | G       | V       | N       | P       | Gf      | Gs      | G            | V            | N            | P            | Gf           | Gs           | G      | V      | N      | P      | Gf     | Gs     | DR  |
| ----------------- | ----- | ------- | ------- | ------- | ------- | ------- | ------- | ------------ | ------------ | ------------ | ------------ | ------------ | ------------ | ------ | ------ | ------ | ------ | ------ | ------ | --- |
| Serie A           | 46    | 17      | 12      | 3       | 2       | 34      | 10      | 17           | 7            | 5            | 5            | 23           | 22           | 34     | 19     | 8      | 7      | 57     | 32     | +25 |
| Coppa Italia      |       | 1       | 1       | 0       | 0       | 2       | 0       | 1            | 0            | 0            | 1            | 1            | 4            | 2      | 1      | 0      | 1      | 3      | 4      | -1  |
| Coppa delle Coppe |       | 3       | 3       | 0       | 0       | 7       | 1       | 3            | 2            | 0            | 1            | 9            | 5            | 8      | 5      | 1      | 2      | 17     | 10     | +7  |
| Coppa Mitropa     |       | 3       | 1       | 1       | 1       | 6       | 2       | 3            | 1            | 1            | 1            | 7            | 8            | 6      | 2      | 2      | 2      | 13     | 10     | +3  |
| Totale            |       | 24      | 17      | 4       | 3       | 49      | 13      | 24           | 10           | 6            | 8            | 40           | 39           | 50     | 27     | 11     | 12     | 90     | 56     | +34 |

### Statistiche dei giocatori
Sono da considerare 3 autogol a favore dei viola in campionato.
| Giocatore       | Serie A  | Serie A | Coppa Italia | Coppa Italia | Coppa delle Coppe | Coppa delle Coppe | Coppa Mitropa | Coppa Mitropa | Totale   | Totale |
| Giocatore       | Presenze | Reti    | Presenze     | Reti         | Presenze          | Reti              | Presenze      | Reti          | Presenze | Reti   |
| --------------- | -------- | ------- | ------------ | ------------ | ----------------- | ----------------- | ------------- | ------------- | -------- | ------ |
| E. Albertosi    | 4        | -3      | 1            | -0           | 6                 | -9                | 0             | -0            | 11       | -12    |
| C. Azzali       | 3        | 0       | 0            | 0            | 0                 | 0                 | 0             | 0             | 3        | 0      |
| G. Bagagli      | 0        | 0       | 0            | 0            | 0                 | 0                 | 1             | 0             | 1        | 0      |
| C. Bartu        | 14       | 2       | 0            | 0            | 3                 | 1                 | 6             | 2             | 23       | 5      |
| F. Canella      | 0        | 0       | 1            | 0            | 0                 | 0                 | 0             | 0             | 1        | 0      |
| S. Castelletti  | 17       | 0       | 0            | 0            | 6                 | 0                 | 5             | 0             | 28       | 0      |
| L. Dell'Angelo  | 30       | 3       | 1            | 1            | 7                 | 2                 | 4             | 2             | 42       | 8      |
| A. Ferretti     | 12       | 0       | 2            | 0            | 8                 | 1                 | 6             | 0             | 28       | 1      |
| G. Gionfiantini | 25       | 0       | 2            | 0            | 4                 | 0                 | 1             | 0             | 32       | 0      |
| K. Hamrin       | 32       | 15      | 2            | 1            | 7                 | 6                 | 6             | 8             | 47       | 30     |
| T. Jonsonn      | 8        | 1       | 0            | 0            | 2                 | 2                 | 0             | 0             | 10       | 3      |
| S. Malatrasi    | 28       | 1       | 1            | 0            | 4                 | 0                 | 4             | 0             | 37       | 1      |
| R. Marchesi     | 24       | 3       | 1            | 0            | 4                 | 0                 | 0             | 0             | 29       | 3      |
| L. Milan        | 17       | 1       | 2            | 0            | 5                 | 0                 | 6             | 0             | 30       | 1      |
| A. Milani       | 33       | 22      | 1            | 1            | 5                 | 5                 | 0             | 0             | 39       | 28     |
| S. Orlandi      | 0        | 0       | 0            | 0            | 0                 | 0                 | 1             | 0             | 1        | 0      |
| A. Orzan        | 12       | 0       | 2            | 0            | 7                 | 0                 | 6             | 0             | 27       | 0      |
| G. Petris       | 32       | 5       | 1            | 0            | 8                 | 0                 | 5             | 0             | 46       | 5      |
| C. Rimbaldo     | 21       | 0       | 1            | 0            | 3                 | 0                 | 5             | 0             | 30       | 0      |
| V. Risso        | 0        | 0       | 1            | 0            | 0                 | 0                 | 0             | 0             | 1        | 0      |
| E. Robotti      | 32       | 1       | 0            | 0            | 6                 | 0                 | 1             | 1             | 39       | 2      |
| O. Rozzoni      | 0        | 0       | 1            | 0            | 0                 | 0                 | 0             | 0             | 1        | 0      |
| G. Sarti        | 30       | -29     | 1            | -4           | 2                 | -1                | 6             | -10           | 39       | -44    |
| F. Veneranda    | 0        | 0       | 1            | 0            | 1                 | 0                 | 1             | 0             | 3        | 0      |

## Giovanili

### Piazzamenti
La Fiorentina vince il Torneo Internazionale Under-19 Bellinzona.